# Onthophagus vestitus
Onthophagus vestitus är en skalbaggsart som beskrevs av D'orbigny 1902. Onthophagus vestitus ingår i släktet Onthophagus och familjen bladhorningar. Inga underarter finns listade i Catalogue of Life.